# Kali (single)
Kali is een single van de Nederlandse zanger Django Wagner en het Rosenberg Trio uit 2009. Het stond in hetzelfde jaar als eerste track op het gelijknamige album.

## Achtergrond
Kali is geschreven door Waylon van der Heijden, Django Wagner en Frank van Weert. Het is een levenslied dat gaat over de vrouw Kali, welke volgens de liedverteller de mooiste vrouw van zijn dromen is. De liedverteller ziet deze vrouw, die eerst met hem was, langslopen met zijn beste vriend. Het lied is de eerste studieopname van de zanger, die daarvoor vooral in kroegen zong. De bijdrage van het Rosenberg Trio komt doordat Stochelo Rosenberg de achterneef van de zanger is. Het vioolspel in het nummer komt van de neef van de zanger Martin Wagner. Het duurde twee maanden voordat het nummer klaar was. Hierover vertelde de zanger dat hij het opnemen van het lied dramatisch vond aangezien hij niet in een studie zo wordt opgepept zoals een livepubliek kan doen. Ondanks dat het een lied is zonder positieve boodschap, is de melodie vrolijk en dansbaar. De zanger vertelde hierover het volgende: "Bij negentig procent van de liedjes is de melodielijn belangrijk. Dat bepaalt het humeur. Een ballade is mooi, maar de hoofdmoot van mijn repertoire moet dansbaar zijn. Niet te ingewikkeld. De mensen moeten lekker kunnen meezingen in de kroeg of als ze thuis aan het stofzuigen zijn." De B-kant van de single is een instrumentale versie van het lied.

## Hitnoteringen
Het lied was een bescheiden hit toen het de eerste keer werd uitgebracht. Het piekte op de zeventiende plaats van de Single Top 100 en stond veertien weken in de hitlijst. Later werden de weken dat de remix in de lijst stond opgeteld bij het origineel. Hierdoor stond het nummer dertig weken in de Single Top 100.

## Andere versie
In 2019 kwam de zanger samen met de dj Outsiders met een hardstyle-versie van het nummer. Deze versie kwam tot de 56e plek van de Single Top 100. Later werden de hitnoteringen van de remix en de originele versie samengevoegd. Daarnaast werd ook de Tipparade van de Nederlandse Top 40 bereikt. Het kwam hier tot de twintigste plaats. De remix heeft in Nederland de gouden status.